# Tyrone McCarthy

a Compétitions nationales et continentales officielles uniquement.

b Matchs officiels uniquement.
Tyrone McCarthy, né le 21 avril 1988 à Warrington (Angleterre), est un joueur de rugby à XIII anglais d'origine irlandaise évoluant au poste de deuxième ligne ou de troisième ligne dans les années 2000 et 2010. Il fait ses débuts professionnels avec Warrington  en Super League en 2009. Objet de quelques prêts à Leigh en 2010, Wakefield en 2011 et Swinton en 2013, il parvient toutefois à prendre part aux succès de Warrington avec deux titres de Challenge Cup en 2009 et 2012, Warrington atteint également à deux reprises la finale de la Super League en 2012 et 2013 mais McCarthy ne joue pas la finale. En 2014, il tente une première fois un exil en Australie à Northern Pride qui dispute la Queensland Cup. Il revient en 2015 en Angleterre à Hull KR disputant notamment la finale de la Challenge Cup en 2015. Il retente sa chance en Australie en 2016, joue deux rencontres avec les Dragons de St. George Illawarra mais reste à l'échelon inférieur avec Illawarra dans la Coupe de la Nouvelle-Galles du Sud. Il revient en 2017 en Angleterre mais cette fois-ci à Salford avec lequel il atteint la finale de la Super League en 2019.
D'origine irlandaise, il est sélectionné en équipe d'Irlande dès 2009 et prend part à deux éditions de Coupe du monde en 2013 et 2017.

## Palmarès
- Collectif :
  - Vainqueur de la Challenge Cup : 2009 et 2012 (Warrington).
  - Finaliste de la Super League : 2012[1] et 2013[1] (Warrington) et 2019 (Salford).
  - Finaliste de la Challenge Cup : 2015 (Hull KR) et 2020 (Salford).